# Петтер Руді
Петтер Руді (норв. Petter Rudi, нар. 17 вересня 1973, Крістіансунн) — норвезький футболіст, що грав на позиції півзахисника, зокрема за «Молде» та «Шеффілд Венсдей», а також за національну збірну Норвегії.

## Клубна кар'єра
У дорослому футболі дебютував 1991 року виступами за команду «Молде», в якій провів шість сезонів, взявши участь у 138 матчах чемпіонату. Більшість часу, проведеного у складі «Молде», був основним гравцем команди. Протягом 1996–1997 років на правах оренди грав за бельгійський «Гент» та італійську «Перуджу».
1997 року перейшов до англійського «Шеффілд Венсдей». Відіграв за команду з Шеффілда наступні три сезони своєї ігрової кар'єри. Граючи у складі «Шеффілд Венсдей» також здебільшого виходив на поле в основному складі команди. 
У 2000–2001 роках знову захищав кольори «Молде», після чого виступав у Бельгії за «Локерен» та «Жерміналь-Беєрсхот», австрійську «Аустрію» (Відень).
Протягом 2004–2006 років учергове грав за рідний «Молде», здобувши титул володаря Кубка Норвегії 2005 року.
Завершував ігрову кар'єру у бельгійському «Генті» у 2006–2007 роках.

## Виступи за збірну
1995 року дебютував в офіційних матчах у складі національної збірної Норвегії.
Загалом протягом кар'єри в національній команді, яка тривала 12 років, провів у її формі 46 матчів, забивши 3 голи.
| Дата       | Місто             | Господарі         | Результат | Гості       | Турнір            | Голи | Примітки |
| ---------- | ----------------- | ----------------- | --------- | ----------- | ----------------- | ---- | -------- |
| 26-11-1995 | Кінгстон (Ямайка) | Ямайка            | 1 – 1     | Норвегія    | товариський матч  | -    | 24'      |
| 29-11-1995 | Порт-оф-Спейн     | Тринідад і Тобаго | 3 – 2     | Норвегія    | товариський матч  | -    |          |
| 7-2-1996   | Лас-Пальмас       | Іспанія           | 1 – 0     | Норвегія    | товариський матч  | -    |          |
| 27-3-1996  | Белфаст           | Північна Ірландія | 0 – 2     | Норвегія    | товариський матч  | -    |          |
| 24-4-1996  | Осло              | Норвегія          | 0 – 0     | Іспанія     | товариський матч  | -    |          |
| 2-6-1996   | Осло              | Норвегія          | 5 – 0     | Азербайджан | Відбір до ЧС 1998 | -    |          |
| 1-9-1996   | Осло              | Норвегія          | 1 – 0     | Грузія      | Відбір до ЧС 1998 | -    | 46'      |
| 29-3-1997  | Дубай             | ОАЕ               | 1 – 4     | Норвегія    | товариський матч  | -    |          |
| 30-5-1997  | Осло              | Норвегія          | 4 – 2     | Бразилія    | товариський матч  | 1    | 46'      |
| 8-6-1997   | Будапешт          | Угорщина          | 1 – 1     | Норвегія    | Відбір до ЧС 1998 | 1    |          |
| 20-7-1997  | Рейк'явік         | Ісландія          | 0 – 1     | Норвегія    | товариський матч  | -    | 46'      |
| 20-8-1997  | Гельсінкі         | Фінляндія         | 0 – 4     | Норвегія    | Відбір до ЧС 1998 | 1    |          |
| 6-9-1997   | Баку              | Азербайджан       | 0 – 1     | Норвегія    | Відбір до ЧС 1998 | -    |          |
| 10-9-1997  | Осло              | Норвегія          | 5 – 0     | Швейцарія   | Відбір до ЧС 1998 | -    |          |
| 8-10-1997  | Осло              | Норвегія          | 0 – 0     | Колумбія    | товариський матч  | -    | 46'      |
| 25-2-1998  | Марсель           | Франція           | 3 – 3     | Норвегія    | Відбір до ЧС 1998 | -    | 46'      |
| 20-5-1998  | Осло              | Норвегія          | 5 – 2     | Мексика     | товариський матч  | -    | 46'      |
| 19-8-1998  | Осло              | Норвегія          | 0 – 0     | Румунія     | товариський матч  | -    | 58'      |
| 6-9-1998   | Осло              | Норвегія          | 1 – 3     | Латвія      | Відбір до ЧЄ 2000 | -    | 80'      |
| 18-11-1998 | Каїр              | Єгипет            | 1 – 1     | Норвегія    | товариський матч  | -    | 90'      |
| 10-2-1999  | Піза              | Італія            | 0 – 0     | Норвегія    | товариський матч  | -    |          |
| 27-3-1999  | Афіни             | Греція            | 0 – 2     | Норвегія    | Відбір до ЧЄ 2000 | -    |          |
| 28-4-1999  | Тбілісі           | Грузія            | 1 – 4     | Норвегія    | Відбір до ЧЄ 2000 | -    | 83'      |
| 20-5-1999  | Осло              | Норвегія          | 6 – 0     | Ямайка      | товариський матч  | -    | 46'      |
| 30-5-1999  | Осло              | Норвегія          | 1 – 0     | Грузія      | Відбір до ЧЄ 2000 | -    | 46'      |
| 5-6-1999   | Тирана            | Албанія           | 1 – 2     | Норвегія    | Відбір до ЧЄ 2000 | -    | 79'      |
| 4-9-1999   | Осло              | Норвегія          | 1 – 0     | Греція      | Відбір до ЧЄ 2000 | -    | 67'      |
| 2-6-2001   | Київ              | Україна           | 0 – 0     | Норвегія    | Відбір до ЧС 2002 | -    |          |
| 6-6-2001   | Осло              | Норвегія          | 1 – 1     | Білорусь    | Відбір до ЧС 2002 | -    | 71'      |
| 15-8-2001  | Осло              | Норвегія          | 1 – 1     | Туреччина   | товариський матч  | -    |          |
| 1-9-2001   | Краків            | Польща            | 3 – 0     | Норвегія    | Відбір до ЧС 2002 | -    |          |
| 5-9-2001   | Осло              | Норвегія          | 3 – 2     | Уельс       | Відбір до ЧС 2002 | -    |          |
| 6-10-2001  | Єреван            | Вірменія          | 1 – 4     | Норвегія    | Відбір до ЧС 2002 | -    |          |
| 12-2-2003  | Іракліон          | Греція            | 1 – 0     | Норвегія    | товариський матч  | -    | 82'      |
| 2-4-2003   | Люксембург        | Люксембург        | 0 – 2     | Норвегія    | Відбір до ЧЄ 2004 | -    | 46'      |
| 30-4-2003  | Дублін            | Ірландія          | 1 – 0     | Норвегія    | товариський матч  | -    | 65'      |
| 4-9-2004   | Палермо           | Італія            | 2 – 1     | Норвегія    | Відбір до ЧС 2006 | -    | 13'      |
| 8-9-2004   | Осло              | Норвегія          | 1 – 1     | Білорусь    | Відбір до ЧС 2006 | -    | 46'      |
| 22-1-2005  | Ель-Кувейт        | Кувейт            | 1 – 1     | Норвегія    | товариський матч  | -    |          |
| 25-1-2005  | Ріффа             | Бахрейн           | 0 – 1     | Норвегія    | товариський матч  | -    | 46'      |
| 28-1-2005  | Амман             | Йорданія          | 0 – 0     | Норвегія    | товариський матч  | -    | 71'      |
| 9-2-2005   | Та-Калі           | Мальта            | 0 – 3     | Норвегія    | товариський матч  | -    |          |
| 20-4-2005  | Таллінн           | Естонія           | 1 – 2     | Норвегія    | товариський матч  | -    | 64'      |
| 26-1-2006  | Сан-Франциско     | Мексика           | 2 – 1     | Норвегія    | товариський матч  | -    | 18'      |
| 29-1-2006  | Карсон            | США               | 5 – 0     | Норвегія    | товариський матч  | -    | 64'      |
| 1-3-2006   | Дакар             | Сенегал           | 2 – 1     | Норвегія    | товариський матч  | -    | 46'      |
| Усього     |                   | Матчів            | 46        |             | Голів             | 3    |          |

## Титули і досягнення
- Володар Кубка Норвегії (1):

«Молде»: 2005